# Letteratura scientifica
La letteratura scientifica comprende le pubblicazioni scientifiche che trattano lavori originali (teorici o sperimentali sul campo), delle scienze naturali e sociali, rese pubbliche su riviste scientifiche di settore; l'editoria accademica si occupa proprio di inserire i risultati di tali ricerche originali nell'ambito della letteratura.
Comprende tre diversi livelli di fonti: le fonti primarie sono rappresentate dai lavori originali come pubblicazioni di ricerche scientifiche, brevetti, rapporti tecnici, progetti ingegneristici o di design e software. Le fonti secondarie sono i lavori di ricerca bibliografica (review), i libri espositivi, le raccolte di articoli e comunque tutte le pubblicazioni scientifiche che non portano alla luce nuove conoscenze per la comunità scientifica. Possono essere considerate fonti terziarie le enciclopedie o opere simili rivolte ad un vasto pubblico.

## Storia
Tra i primi scritti di tale natura, si ritiene che gli Elementi di Euclide siani la più nota opera del genere conosciuta in età antichità. Durante il medioevo, la produzione scientifica fu alquanto limitata (pur con notevoli eccezioni), ed esclusivamente in latino. 
È stato riportato che i mutamenti che hanno caratterizzato il passaggio dal medioevo al rinascimento, pur «avendo conosciuto l'Europa la produzione scientifica e filosofica del mondo islamico propedeutica al risveglio europeo», il papato, anche quando fu «coinvolto nel processo rinascimentale» negò l'«originaria matrice arabo - islamica della scienza».
Con la rivoluzione scientifica la letteratura assunse una dimensione nuova. Galileo pubblicò opere in italiano, fondendo il valore scientifico con quello artistico letterario. Tra il XVII ed il XX secolo il numero di pubblicazioni scientifiche ebbe una crescita notevole. Fino al XIX secolo il latino era ancora la lingua più utilizzata, anche se le pubblicazioni a diffusione locale erano generalmente redatte nelle lingue nazionali. Dall'inizio del XX secolo il tedesco, l'inglese e il francese si affermarono come le più utilizzate per tutte le pubblicazioni di rilievo, anche se molti paesi europei pubblicavano riviste nelle lingue nazionali. Dopo la seconda guerra mondiale l'uso dell'inglese si afferma, nella grandissima maggioranza delle discipline, nelle pubblicazioni internazionali, e spesso anche in quelle nazionali (con la notevole eccezione dell'Unione Sovietica) e qualche resistenza nell'area francofona.

## Caratteristiche

### Tipi di pubblicazioni scientifiche
La letteratura scientifica comprende i seguenti tipi di pubblicazioni:
- Articoli scientifici pubblicati in riviste scientifiche.
- Patenti e brevetti concernenti scienza e tecnologia.
- Libri scritti da uno o da un numero ristretto di scienziati.
- Libri dove parti diverse (ad esempio capitoli diversi) sono redatte da autori diversi, sotto la supervisione di un curatore o di un editore.
- Presentazioni a conferenze accademiche, come quelle organizzate dalle società accademiche; e resoconti di tali presentazioni (denominati proceedings).
- Rapporti per forze militari e governative.
- Pubblicazioni scientifiche sul World Wide Web
- Libri, rapporti tecnici, pamphlet, documenti di posizione pubblicati da singoli ricercatori o gruppi.

L'importanza dei diversi tipi di pubblicazione varia da disciplina a disciplina, e naturalmente muta col passare del tempo. I lavori pubblicati su riviste scientifiche, le monografie originali e gli atti di convegni internazionali sono considerati i più importanti (anche se il prestigio delle singole riviste, degli editori e dei convegni varia notevolmente), rappresentano l'aspetto comunicativo ufficiale della scienza, quello in cui vengono trattati gli aspetti scientifici al più alto livello. Le pubblicazioni sul World Wide Web furono inizialmente poco riconosciute, tuttavia con l'affermarsi dello sviluppo della rete oggi vi sono autorevoli riviste scientifiche esclusivamente sotto forma di documenti digitali, come Plos ONE; inoltre esistono archivi piuttosto importanti concernenti la letteratura scientifica.

### Livello dei contenuti
I contenuti sono l'aspetto più importante della letteratura scientifica. Diversi requisiti debbono essere soddisfatti affinché un'opera possa considerarsi parte della letteratura scientifica.
1. La struttura deve essere organica, in modo che le biblioteche siano in grado di catalogare i documenti e gli scienziati in futuro possano recuperarli per studiarli e rivalutarli, e ci deve essere un modo prestabilito per citare il documento così che in future pubblicazioni scientifiche potranno essere fatti formali riferimenti a questi. La mancanza di un convenzionale sistema di archivio è un ostacolo che le pubblicazioni scientifiche basate sul World Wide Web devono superare; su questo fronte si stanno compiendo considerevoli progressi.
2. L'argomento deve essere presentato tenendo conto delle precedenti pubblicazioni scientifiche, citando documenti pertinenti nella letteratura esistente.
3. Gli esperimenti scientifici, e i risultati delle ricerche, devono essere descritti in modo tale che uno scienziato, con una conoscenza appropriata e una certa esperienza nello stesso campo, sia in grado di ripetere le osservazioni e capire se abbia ottenuto gli stessi risultati.
4. Le conclusioni devono essere in relazione alla precedente letteratura e/o a recenti esperimenti, in modo che qualunque lettore che abbia una conoscenza del campo possa seguire l'argomento e confermare che le conclusioni sono sensate. Detto questo, l'accettazione delle conclusioni non deve dipendere da autorità personale, abilità retoriche o fede.